# Гирьи
Гирьи — деревня в Беловском районе Курской области, административный центр Гирьянского сельсовета.

## География
Деревня располагается на левом берегу реки Псёл, в верхнем её течении, климат и почвы в этой части долины благоприятны для сельского хозяйства. Флора и фауна типичны для лесостепной зоны на юге Курской области.
От районного центра деревня удалена на 12 км, от ближайшего города — Суджи — на 29 км; до столицы Курской области, города Курска — около 110 км.

## История
Появление поселения относят к XVIII веку. Название восходит к именам потомков или подчинённых одного из представителей крымскотатарского ханского рода Гиреев.
В начале августа 2024 года ВСУ оккупировали село. 17 августа ВС РФ освободили село.

## Население
Согласно переписи 2010 года в деревне проживало 1465 человек, из них 688 мужчин (47 %) и 777 женщин (53 %).
По состоянию на 2012 год в деревне числилось 612 дворов и 1645 жителей, из них 560 — в трудоспособном возрасте и 574 — на пенсии.

## Инфраструктура
Деревня газифицирована на 72 %; водоснабжение производится из колодцев и артезианских скважин. Обеспечена стационарная телефонная связь.
Имеется детский сад, средняя школа, профессиональное училище, библиотека, Дом культуры, Дом досуга, амбулаторный участок.
Деревня расположена на дороге регионального значения 38 ОП РЗ 38К-029 «Обоянь — Суджа — Белая», длиной 13,3 км. Из деревни в райцентр ежедневно курсирует автобус.
В деревне расположена «непассажирская» станция «Псёл» проходящей через неё железнодорожной ветки «Льгов — Суджа — Готня».
Улицы: Батово, Зелёная, Интернациональная, Курская, Луговая, Магистральная, Молодёжная, Набережная, Полевая, Привокзальная, Садовая, Советская, Старорусская, Юбилейная.

## Экономика
Большая часть жителей заняты в сельском хозяйстве. В 2010-е годы развивалось перерабатывающее производство — открыты маслодельный и колбасный цеха; также по данным на 2012 год действовали ОАО «Псёльское ХПП» (65), ЗАО «Беловская ДПМК»; работает несколько частных продуктовых магазинов. Работает автомойка, небольшая автомастерская. В деревне осуществляют деятельность магазин хозяйственных товаров ИП Поздняков, парикмахерская.

## Культура
- На территории деревни находится памятник исторического наследия местного значения — «Памятник ветеранам ВОВ»;
- В день памяти преподобного Серафима Саровского, 01 августа 2016 года, в деревне был освящён храм в его честь. Храм строился девять лет личными усилиями и на пожертвования жителей деревни[2]